# تک‌نوازی سه‌تار (آلبوم)
 تک‌نوازی سه‌تار نام یک آلبوم موسیقی اثر احمد عبادی، هنرمند ایرانی است که در سبک سنتی تهیه شده و دارای ۱۱ آهنگ است .

## فهرست آهنگ‌ها
| ردیف | آهنگ        |
| ۱    | ابوعطا      |
| ۲    | افشاری      |
| ۳    | بیات اصفهان |
| ۴    | بیات ترک    |
| ۵    | چهارگاه     |
| ۶    | دشتی        |
| ۷    | همایون      |
| ۸    | ماهور       |
| ۹    | راست پنجگاه |
| ۱۰   | سه‌گاه       |
| ۱۱   | شور         |